# François-Adrien Boieldieu

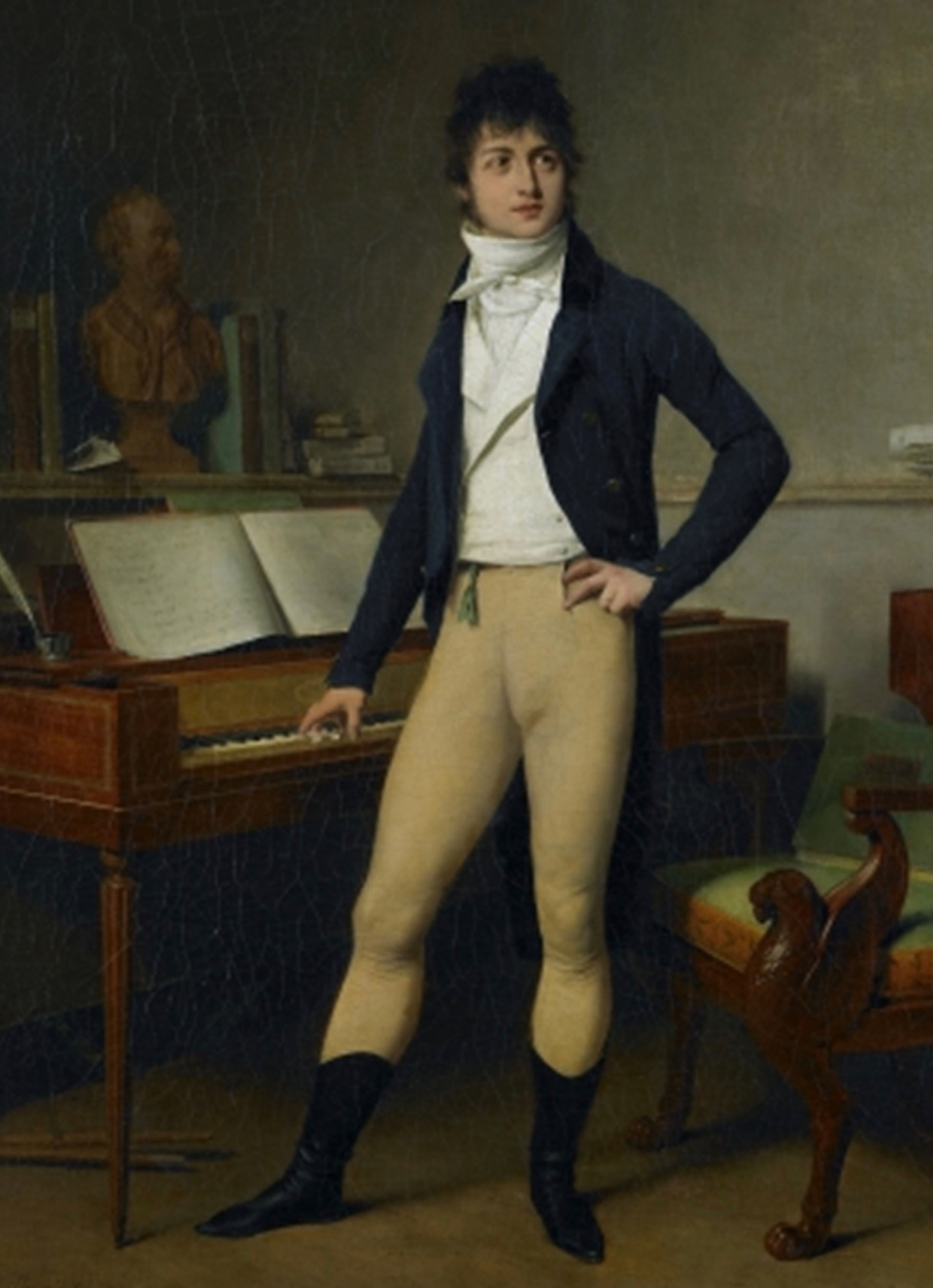
Boieldieu mit Büste von Gluck, ca. 1800 (Louis-Léopold Boilly)

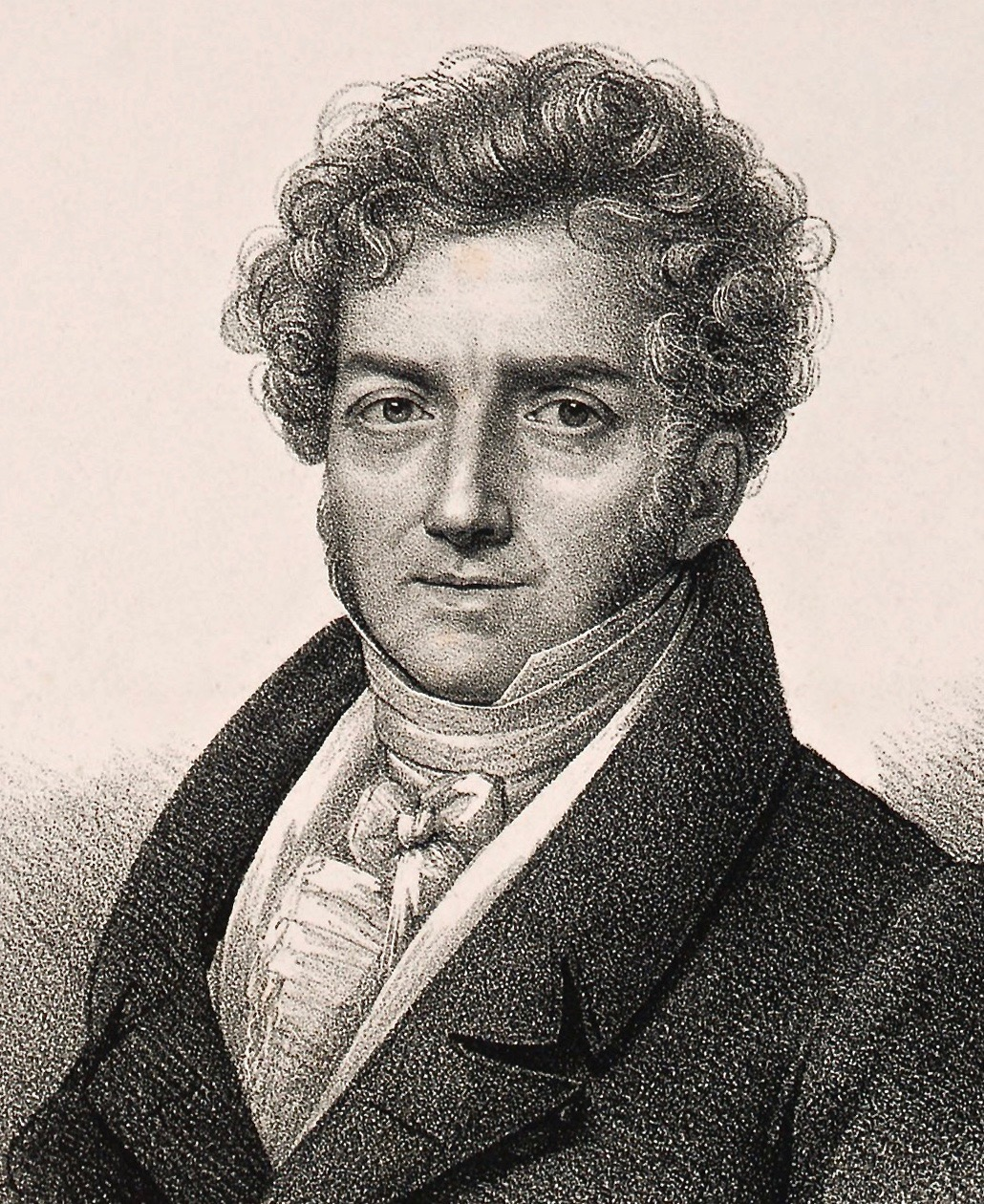
Boieldieu, ca. 1826 (Dacurme nach Hippolyte-Louis Garnier).

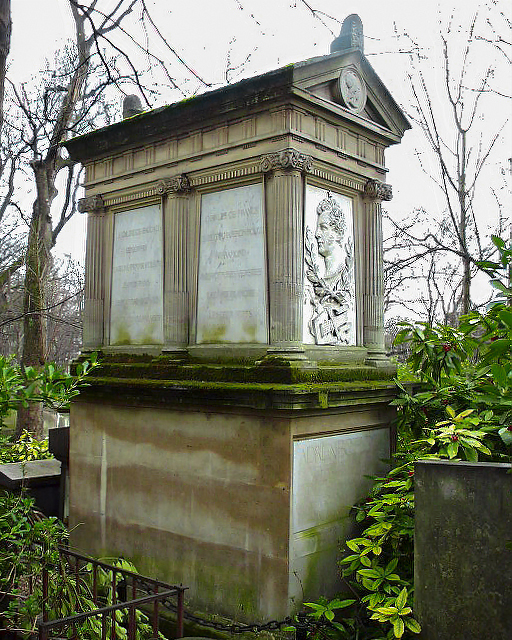
Boieldieus Grab auf dem Friedhof Père-Lachaise in Paris.

François-Adrien Boieldieu (fʁɑ̃.swa a.dʁi.(j)ɛ̃ bɔ.jɛl.djø oder bwa(.ɛ)l.djø; * 16. Dezember 1775 in Rouen (Normandie); † 8. Oktober 1834 auf seinem Landsitz Jarcy bei Paris) war ein französischer Komponist, dessen Hauptbedeutung auf dem Gebiet der Opéra-comique liegt.

## Leben
Boieldieu war der Sohn des erzbischöflichen Sekretärs in Rouen und erhielt seine frühe musikalische Erziehung insbesondere durch Charles Broche, den Organisten der Kathedrale von Rouen. 1796 ging er nach Paris (Bekanntschaft mit Luigi Cherubini), wo er 1798 Klavierlehrer am Conservatoire wurde. Von 1803 bis 1810 war er Hofkomponist in Sankt Petersburg. 1811 kehrte er nach Paris zurück. 1817 wurde er Professor für Komposition am Conservatoire de Paris, eine Tätigkeit, die er bald darauf aus gesundheitlichen Gründen abgeben musste, worauf er sich auf seinen Landsitz zurückzog und sich der Malerei widmete, wobei er von einer Pension lebte, die ihm Louis-Philippe I. zugesprochen hatte.
Er war ein Meister der Opéra-comique. Seine mehr als 40 Opern und Vaudevilles (besonders Zoraime et Zulnar, 1798; Der Kalif von Bagdad, 1800; Jean de Paris, 1812; Die weiße Dame, 1825) zeichnen sich durch reiche flüssige Melodik und rhythmische Lebendigkeit aus. Er schrieb auch Kammermusik, ein Klavierkonzert und Romanzen. Das Harfenkonzert C-Dur schuf er wahrscheinlich im Jahr 1800 unter dem Einfluss und der Bekanntschaft zu Sébastien Érard, jenem Instrumentenbauer, der sein handwerkliches Können nicht nur für das Klavier, sondern auch für die Harfe verwendete. Erard arbeitete zu dieser Zeit wohl schon an der Doppelpedalmechanik der Harfe.

## Werke

### Bühnenwerke
- La Fille coupable, Opéra-comique, 2 Akte, Libretto: François Adrien Boieldieu, 2. November 1793, Rouen, Théâtre des arts
- Rosalie et Myrza, Opéra-comique, 3 Akte, Libretto: Boieldieu, 28. Oktober 1795, Rouen, Théâtre des arts
- La Famille suisse, Opéra-comique, 1 Akt, Libretto: Claude Godard d’Aucort de Saint-Just, 11. Februar 1797 Paris, Opéra-Comique Feydeau
- L’Heureuse Nouvelle, Opéra-comique, 1 Akt, Libretto: Saint-Just, Charles de Longchamp, 7. November 1797 Paris, Opéra-Comique Feydeau
- Le Pari ou Mombreuil et Merville, Opéra-comique, 1 Akt, Libretto: Longchamps, 15. Dezember 1797, Paris, Opéra-Comique Favart
- Zoraïme et Zulnar, Opéra-comique, 3 Akte, Libretto: Saint Just, 10. Mai 1798, Paris, Opéra-Comique Favart
- La Dot de Suzette, Opéra-comique, 1 Akt, Libretto: Dejaure, Jean-Élie Bédéno de Jaure, 5. Sept. 1798 Paris, Opéra-Comique Favart
- Les Méprises espagnoles, Opéra-comique, 1 Akt, Libretto: Saint-Just, 18. April 1799, Paris, Opéra-Comique Feydeau
- Emma ou La Prisonnière, Opéra-comique, 1 Akt, Libretto: Victor-Joseph Étienne de Jouy, Saint-Just, Lonchamps, 12. Sept. 1799, Paris, Théâtre Montansier
- Béniovski ou Les Exilés du Kamchattka, Opéra-comique, 3 Akte, Libretto: Alexandre Duval, Alexandre Vincent Pineux-Duval nach August von Kotzebue, 8. Juni 1800, Paris, Opéra-Comique Favart EA Liège 1802; Braunschweig und Brüssel 1803; deutsch von G. F. Treitschke, Wien 1804, 20. Juli 1824, Paris, Opéra-Comique Feydeau; 2 Versionen
- Le calife de Bagdad, Opéra-comique, 1 Akt Der Kalif von Bagdad, Libretto: Saint-Juste; Claude Godard d’Aucour, 16. Sept. 1800, Paris, Opéra-Comique Favart
- Ma Tante Aurore ou Le Roman impromptu, Opéra-comique, 3 Akte, Libretto: Charles de Longchamps 13. Jan. 1803 Paris, Opéra-Comique, 15. Jan. 1803 Paris, Opéra-Comique, Version in 2 Akten
- Le Baiser et la quittance ou Une aventure de garnison, Opéra-comique, 3 Akte (mit Nicolas Isouard), Libretto: Louis-Benôit Picard, Joseph-Marie-Armand-Michel Dieulafoy, Longchamps, 18. Juni 1803 Paris, Opéra-Comique
- Aline, reine de Golconde, Opéra-comique, 3 Akte, Libretto: Jean-Baptiste-Charles Vial, Edmond-Guillaume-François de Favières, 17. März 1804 St. Petersburg, Eremitage-Theater
- La Jeune Femme colère, Opéra-comique, 1 Akt, Libretto: Claparède, nach Charles-Guillaume Étienner, 30. April 1805 St. Petersburg 12. Okt. 1812 Paris, Opéra-Comique
- Abderkan (1805)
- Un Tour de soubrette, Opéra-comique, 1 Akt, Libretto: N. Gersin, 28. April 1806 St. Petersburg
- Télémaque, Opéra-comique, 3 Akte, Libretto: Paul Dercy, 28. Dez. 1806 St. Petersburg
- Amour et mystère ou Lequel est mon cousin?, Opéra-comique, 1 Akt, Libretto: Joseph Pain, 1807, St. Petersburg
- Les Voitures versées (Le Séducteur en voyage), Opéra-comique, 2 Akte Die umgestürzten Wagen, Libretto: E. Mercier-Dupaty, 16. April 1808, St. Petersburg, Eremitage-Theater, 29. April 1820, Paris, Opéra-Comique
- La Dame invisible, Opéra-comique, 1 Akt, Libretto: Alexis Daudet und Randon, 1808, St. Petersburg
- Rien de trop ou Les Deux Paravents, Opéra-comique, 1 Akt, Libretto: Joseph Pain, 25. Dezember 1810 / 6. Jan. 1811, St. Petersburg, Eremitage-Theater, 19. April 1811, Paris, Opéra-Comique
- Jean de Paris, Opéra-comique, 2 Akte, von Saint-Just, 4. April 1812, Paris, Opéra-Comique
- Le nouveau Seigneur de village, Opéra-comique, 1 Akt, Auguste-François Creuzé de Lesser, Favières, 29. Juni 1813, Paris, Opéra-Comique
- Bayard à Mézières ou Le Siège de Mézières, Opéra-comique, 1 Akt (mit Isouard, Catel und Cherubini), Libretto: René Allisan de Chazet, Dupay, 12. Febr. 1814, Paris, Opéra-Comique; gemeinsam mit Catel, Cherubini, Isouard
- Le Béarnais ou Henri IV en voyage, Opéra-comique, 1 Akt Charles-Augustin Sewrin, 21. Mai 1814, Paris, Opéra-Comique
- Angéla ou L’Atelier de Jean Cousin, Opéra-comique, 1 Akt (mit Sophie Gail), G. Montcloux d’Épinay, 13. Juni 1814, Paris, Opéra-Comique
- La Fête du village voisin, Opéra-comique, 3 Akt, Sewrin, 5. März 1816, Paris, Opéra-Comique
- Charles de France ou Amour et gloire, Opéra-comique, 2 Akte (gemeinsam mit Ferdinand Hérold), Marie-Emmanuel Théaulon de Lambert, Armand Dartois, De Rancé, 18. Juni 1816, Paris, Opéra-Comique
- Le Petit Chaperon rouge, Opéra-comique, 3 Akte Rotkäppchen, Libretto: Théaulon de Lambert, 30. Juni 1818, Paris, Opéra-Comique
- Les Arts rivaux, scène lyrique, 1 Akt, Libretto: René Allisan de Chazet, 2. Mai 1821 Paris, Hôtel de Ville
- Blanche de Provence ou La Cour des fées Opéra 3 Akte (mit Berton und Rodolphe Kreutzer), Libretto: Lambert, De Rancé, 1. Mai 1821 Paris, Tuiléries. 3. Mai 1821 Paris, Opéra
- La France et l’Espagne, scène lyrique, 1 Akt, Libretto: Chazet, 15. Dezember 1823, Paris, Hôtel de Ville
- Les Trois Genres, scène lyrique, 1 Akt (gemeinsam mit Auber), Libretto: Eugène Scribe, Dupaty, Pichat, 27. April 1824, Paris, Théâtre de l’Odéon
- Pharamond, Opéra, 3 Akte, Libretto: Jacques-François Ancelot, Pierre-Marie-Alexandre Guiraud, Alexandre Soumet, 10. Juni 1825, Paris, Opéra
- La dame blanche (Die weiße Dame), Opéra-comique, 3 Akte, Libretto: Eugène Scribe, nach Sir Walter Scotts "Georg Mannering", 10. Dezember 1825, Paris, Opéra-Comique
- Les Deux Nuits, Opéra-comique, 3 Akte, Libretto: Bouilly, Scribe, 20. Mai 1829, Paris, Opéra-Comique Ventadour
- La Marquise de Brinvilliers, Opéra-comique, 3 Akte, Libretto: François-Henri-Joseph Blaze, Scribe, 31. Oktober 1831, Paris, Opéra-Comique (gemeinsam mit Auber, Batton, Berton, Blangini, Carafa, Cherubini, Hérold, Ferdinando Paër)

### Instrumentalmusik
- Concerto für Klavier, 1792
- Sonata für Harfe (verschollen), 1795
- Sonata für Klavier op. 1, 1785
- Sonata für Klavier op. 2, 1795
- Primo Duo für Harfe und Klavier, 1796
- Secondo Duo für Harfe und Klavier, 1796
- Sonata für Violine op. 3, 1799
- Sonata für Klarinette und Klavier
- Sonata für Klavier op. 4, 1799
- Trio für Klavier op. 5, 1800
- Sechs kleine Stücke und leichte Übungen für Klavier, 1800
- Sonata für Klavier op. 6, 1800
- Terzo Duo für Harfe und Klavier con polacca, 1800
- Walzer für kleines Orchester, 1801
- Concerto für Harfe, 1801
- Quarto Duo für Harfe und Klavier, 1803
- Sonata für Violine op. 7, 1807
- Sonata für Violine op. 8, 1807
- Romanze